# Сарай-Чекурча (село)
Сарай-Чекурча (тат. Сарай-Чокырча) — село в Арском районе Республики Татарстан. Входит в состав Среднекорсинского сельского поселения. 

## География
Село расположено в бассейне реки Кисьмесь, в 8 км к востоку от города Арск.

## История
В «Списке населенных мест по сведениям 1859 года», изданном в 1866 году, населённый пункт упомянут как казённая деревня Сарай-Чекурча 2-го стана Казанского уезда Казанской губернии. Располагалась при безымянном ручье, на почтовом тракте от Арска в Мамадыш, в 69 верстах от губернского города Казани и в 7 верстах от становой квартиры в заштатном городе Арске. В деревне в 49 дворе жили 456 человек (218 мужчин и 238 женщин). Была мечеть.
По сведениям переписи 1897 года, в деревне Сарай-Чекурча Казанского уезда Казанской губернии проживали 620 человек (306 мужчин, 314 женщин), из них 589 мусульман.

## Население
Национальный состав
Согласно результатам переписи 2002 года, в национальной структуре населения села татары составляли 99% из 199 человек.